# بهرام أباد (قنبد قابوس)
بهرام أباد (بالفارسية: بهرام‌آباد) هي قرية تقع في غلستان في إيران. يقدر عدد سكانها بـ 195 نسمة .